# تلسکوپ شکستی

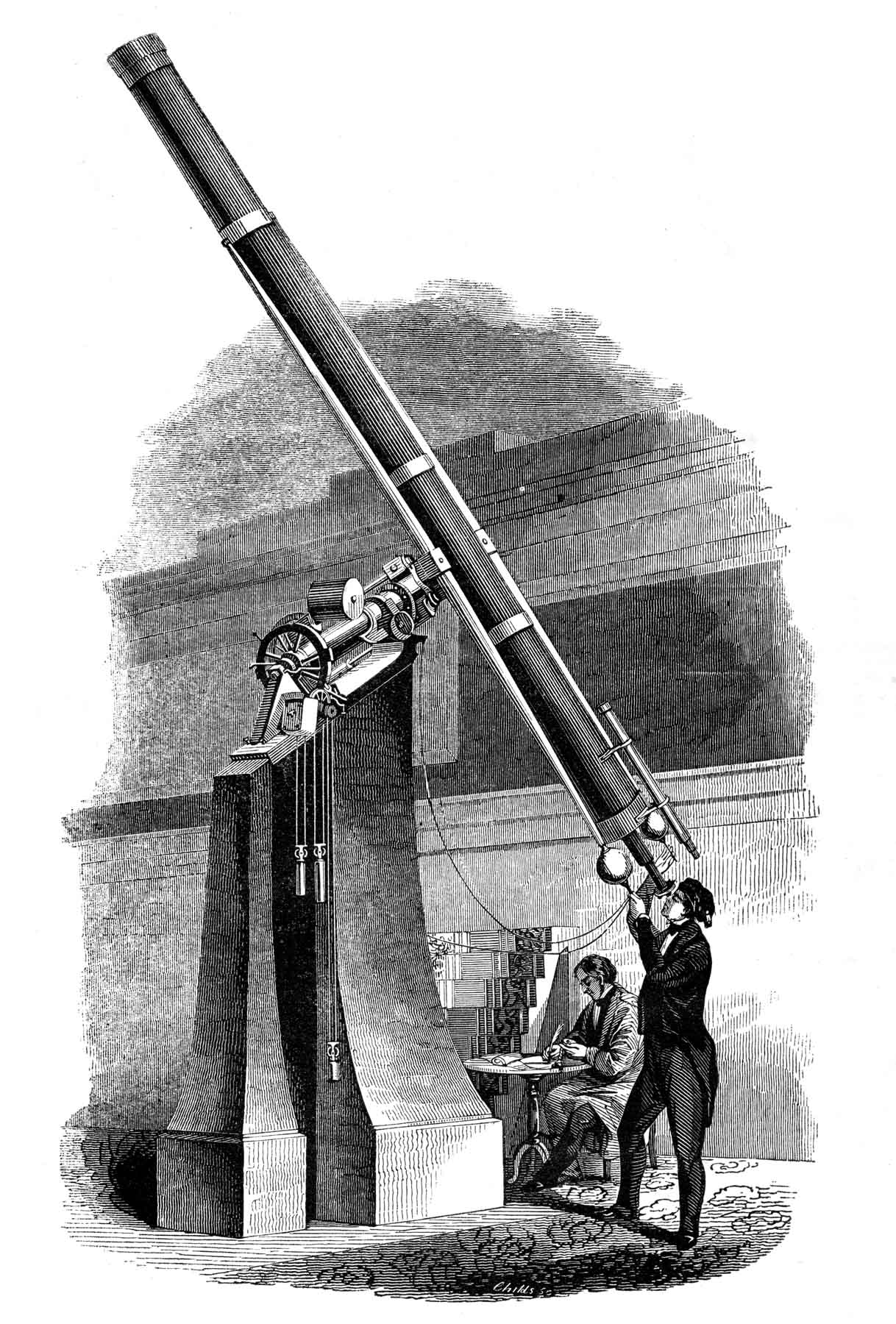
نگاره یک تلسکوپ انکساری در رصدخانه سینسیناتی در ۱۸۴۸

یک تلسکوپ شکستی یا تلسکوپ انکساری (به انگلیسی: Refracting telescope) نوعی از تلسکوپ نوری‌ست که از عدسی به عنوان عدسی شیئی استفاده می‌کند تا یک تصویر بسازد. اگرچه این نوع تلسکوپ‌ها در سدهٔ نوزدهم به شدت محبوب بودند، اما اکنون جای خود را به تلسکوپ‌های بازتابی داده‌اند. بزرگنمایی تلسکوپ شکستی از تقسیم فاصلهٔ کانونی عدسی شیئی بر عدسی چشمی به دست می‌آید.

## فهرست تلسکوپ‌های شکستی پژوهشی
برخی از تلسکوپ‌های بزرگ‌تر تحقیقاتی با قطر بیش از ۶۰ سانتیمتر (۲۴ اینچ):
- تلسکوپ نمایشگاه بزرگ ۱۹۰۰ پاریس (۱٫۲۵ متر یا ۴۹ اینچ) این تلسکوپ پس از پایان نمایشگاه پیاده و برچیده شد.
- تلسکوپ رصدخانهٔ پاریس (۲۱۰ سانتیمتر یا ۸۳ اینچ)
- تلسکوپ رصدخانهٔ لیک (۲۳۰ سانتیمتر یا ۹۱ اینچ)
- تلسکوپ رصدخانهٔ یرکیز (۱۰۰ سانتیمتر یا ۴۰ اینچ)
- تلسکوپ رصدخانهٔ نیس (۷۷ سانتیمتر یا ۳۰ اینچ)
- تلسکوپ رصدخانهٔ لوول (۶۱ سانتیمتر یا ۲۴ اینچ)